# 1492
| [ Edytuj tabelę ]                          | |
| Król Polski                                | - 1447 Kazimierz IV Jagiellończyk 1492 - 1492 Jan I Olbracht 1501 |
| Współksiążęta Andory                       | - 1472 Pere de Cardona 1512 - 1483 Katarzyna z Nawarry 1512 - 1484 Jan III 1516                                                                                             |
| Król Anglii                                | - 1485 Henryk VII 1509 |
| Król Aragonii i Walencji, hrabia Barcelony | - 1479 Ferdynand Aragoński 1516 |
| Władca Azteków                             | - 1486 Ahuitzotl 1502 |
| Elektor Brandenburgii                      | - 1486 Jan Cicero 1499 |
| Książę Bawarii-Landshut                    | - 1479 Jerzy Bogaty 1503 |
| Książę Bawarii-Monachium                   | - 1460 Zygmunt 1501 - 1465 Albert IV Mądry 1503 |
| Sułtan Brunei                              | - 1473 Bolkiah 1521 |
| Cesarz Chin                                | - 1487 Hongzhi 1505 |
| Król Czech                                 | - 1490 Władysław II Jagiellończyk 1516 |
| Król Danii                                 | - 1481 Jan Oldenburg 1513 |
| Dalajlama                                  | - 1475 Gendun Gjaco 1541 |
| Władca Egiptu                              | - 1468 Ka'itbaj 1496 |
| Cesarz Etiopii                             | - 1478 Yskyndyr 1494 |
| Król Francji                               | - 1483 Karol VIII 1498 |
| Hrabia Holandii                            | - 1482 Maksymilian I Habsburg 1494 |
| Władca Inków                               | - 1471 Tupac Yupanqui 1493 |
| Lord Irlandii                              | - 1485 Henryk VII Tudor 1509 |
| Cesarz Japonii                             | - 1464 Go-Tsuchimikado 1500 |
| Kalif                                      | - 1479 Al-Mutawakkil II 1497 |
| Król Kastylii i Leónu                      | - 1474 Izabela I Katolicka 1504 |
| Patriarcha Konstantynopola                 | - 1491 Maksym IV 1497 |
| Władca Korei                               | - 1469 Sŏngjong 1494 |
| Wielki książę litewski                     | - 1440 Kazimierz IV Jagiellończyk 1492 - 1492 Aleksander Jagiellończyk 1506                                                                                                 |
| Cesarz Majapahitu                          | - 1474 Girindrawardhana 1498 |
| Sułtan Maroka                              | - 1472 Muhammad asz-Szajch al-Mahdi 1505 |
| Książę Mediolanu                           | - 1476 Gian Galeazzo 1494 |
| Senior Monako                              | - 1458 Lambert Grimaldi 1494 |
| Wielki książę moskiewski                   | - 1462 Iwan III Srogi 1505 |
| Król Nawarry                               | - 1484 Katarzyna z Nawarry i Jan d’Albret 1516 |
| Król Norwegii                              | - 1483 Jan Oldenburg 1513 |
| Sułtan Omanu                               | - 1490 Umar asz-Szarif 1500 |
| Elektor Palatynatu                         | - 1476 Filip Wittelsbach 1508 |
| Papież                                     | - 1484 Innocenty VIII 1492 - 1492 Aleksander VI 1503 |
| Król Portugalii                            | - 1481 Jan II 1495 |
| Cesarz Rzymski (niemiecki)                 | - 1440 Fryderyk III Habsburg 1493 |
| Kapitanowie Regenci San Marino             | - 1491 Menetto di Menetto Bonelli Matteo Tura 1492 - 1492 Riccio di Andrea Fabrizio di Pier Leone Corbelli 1492 - 1492 Cristoforo di Cecco di Vita Bonifazio di Andrea 1493 |
| Elektor Saksonii                           | - 1486 Fryderyk I Mądry 1525 |
| Król Szkocji                               | - 1488 Jakub IV 1513 |
| Król Szwecji                               | - 1471 Sten Sture Starszy 1497 |
| Król Tajlandii                             | - 1491 Ramathibodi II 1529 |
| Sułtan Turków                              | - 1481 Bajazyd II 1512 |
| Doża Wenecji                               | - 1486 Agostin Barbarigo 1501 |
| Król Węgier                                | - 1490 Władysław II 1516 |
| Cesarz Wietnamu                            | - 1460 Lê Thánh Tông 1497 |
| Wielki mistrz zakonu krzyżackiego          | - 1489 Jan von Tieffen 1497 |

Rok 1492 / MCDXCII
stulecia: XIV wiek ~
XV wiek ~
XVI wiek

lata: 1482 «
1487 «
1488 «
1489 «
1490 «
1491 «
1492
» 1493
» 1494
» 1495
» 1496
» 1497
» 1502

## Wydarzenia w Polsce
- 7 czerwca – zmarł Kazimierz IV Jagiellończyk.
- 20 lipca – Aleksander Jagiellończyk został wielkim księciem litewskim.
- 27 sierpnia – Sejm w Piotrkowie; królem Polski obrano Jana Olbrachta.
- Lato - wybuchła litewsko-moskiewska wojna graniczna o ziemię czernihowsko-siewierską, księstwa wierchowskie i wiaziemskie.
- 23 września – prymas Zbigniew Oleśnicki dokonał koronacji Jana Olbrachta na króla Polski.

- Pierwsze obrady izby poselskiej.

## Wydarzenia na świecie
- 1 stycznia – w bitwie pod Preszowem wojska króla Czech i nowo wybranego króla Węgier Władysława Jagiellończyka pokonały wojska jego brata, królewicza Jana Olbrachta. W wyniku starcia zginęło około 500 Polaków. Konflikt pomiędzy Jagiellonami spowodowany był rywalizacją o koronę węgierską po śmierci króla Węgier Macieja Korwina.
- 2 stycznia – wojska Kastylii zajęły Grenadę jako ostatni punkt oporu Maurów na Półwyspie Iberyjskim.
- 31 marca – monarchowie Kastylii i Aragonii Izabela I Katolicka i Ferdynand II Katolicki nakazali Żydom przejście na katolicyzm pod groźbą wydalenia z kraju.
- 17 kwietnia – Krzysztof Kolumb podpisał umowę z monarchami kastylijskimi, na mocy której miał zostać dziedzicznym admirałem nowo odkrytych lądów i namiestnikiem władców tamże.
- 26 czerwca – na rozkaz króla Francji Karola VIII Walezjusza wyprawa pod wodzą Antoine’a de Ville dokonała pierwszego wejścia na Mont Aiguille w Prealpach Delfinackich.
- 3 sierpnia – Krzysztof Kolumb wypłynął z Palos de la Frontera w poszukiwaniu zachodniej drogi do Indii.
- 11 sierpnia – Aleksander VI wybrany na papieża.
- 12 października – Krzysztof Kolumb dotarł do Indii Zachodnich (Antyli) u wybrzeży Ameryki; oficjalna data odkrycia Ameryki.
- 28 października – Krzysztof Kolumb wylądował na Kubie.
- 7 listopada – meteoryt kamienny o wadze 127 kg spadł w okolicy miejscowości Ensisheim w Alzacji.
- 15 listopada – w dzienniku wyprawy do Nowego Świata Krzysztofa Kolumba pojawiła się pierwsza wzmianka o tytoniu.
- 5 grudnia – Krzysztof Kolumb dotarł do Haiti.
- 25 grudnia – u wybrzeży wyspy Hispaniola żaglowiec Krzysztofa Kolumba – Santa María wpadł na rafy.

## Urodzili się
- 6 marca – Juan Luis Vives, pisarz hiszpański, humanista (zm. 1540)
- 11 kwietnia – Małgorzata z Nawarry, żona Henryka II z Nawarry, królowa Nawarry (zm. 1549)
- 20 kwietnia – Pietro Aretino, pisarz włoski (zm. 1556)

- data dzienna nieznana: 
  - Ryszard Reynolds, angielski zakonnik, męczennik, święty katolicki (zm. 1535)

## Zmarli
- 8 kwietnia – Wawrzyniec Medyceusz, władca Florencji (ur. 1449)
- 7 czerwca – Kazimierz IV Jagiellończyk, wielki książę litewski i król Polski (ur. 1427)
- 8 czerwca - Elzbieta Woodville, królowa Anglii jako żona Edwarda IV (ur. ok. 1437)
- 25 lipca – Innocenty VIII, papież (ur. 1432)
- 21 września – Konrad X Biały, książę oleśnicki (ur. ok. 1420)
- 12 października – Piero della Francesca, włoski malarz i teoretyk sztuki (ur. ok. 1415)
- 6 listopada – Antoine Busnois, francuski kompozytor (ur. ok. 1430)
- 19 listopada –  Maulana Dżami, perski mistyk, poeta, historyk, uczony i teolog (ur. 1414)

- data dzienna nieznana: 
  - Kosma Jachromski, święty rosyjskiej Cerkwi prawosławnej (ur. ?)
  - Sonni Ali, władca Songhaj (ur. 1464)